# Duboveț (Berezivka), Jîtomîr
Duboveț (în ucraineană Дубовець) este un sat în comuna Berezivka din raionul Jîtomîr, regiunea Jîtomîr, Ucraina.

## Demografie
Componența lingvistică a localității Duboveț
     Ucraineană (98,83%)
     Rusă (1,17%)
Conform recensământului din 2001, majoritatea populației localității Duboveț era vorbitoare de ucraineană (98,83%), existând în minoritate și vorbitori de rusă (1,17%).